# Sam Lloyd
Samuel R. Lloyd IV (Weston, 12 de novembro de 1963 – 30 de abril de 2020) foi um ator, cantor a capella e músico americano, conhecido principalmente pelas suas atuações nas séries americanas de comédia Scrubs e Cougar Town.
Morreu no dia 30 de abril de 2020, aos 56 anos, em decorrência de um tumor cerebral.